# خوسيه ماريا رييس ماتا ماتا
خوسيه ماريا رييس ماتا ماتا (بالإسبانية: José María Reyes Mata)‏ هو طبيب هندوراسي، ولد في 5 أكتوبر 1943 في San Francisco de Yojoa ‏ في هندوراس، وتوفي في 1983 في إدارة أولانشو في هندوراس.